# Almeria (província)
Almeria (em castelhano: Almería) é uma província da Espanha, uma das oito que compõem a comunidade autónoma da Andaluzia, localizando-se na região leste da mesma, formada em 1883. É uma das regiões mais áridas de toda a Europa onde nas montanhas pode haver até mesmo precipitação abundante em forma de neve. Por ser árida tem grandes extensões de desertos rochosos como o deserto de Tabernas, que nas décadas de 1960 e 1970 foi usado para gravar diversos filmes de faroeste, que formaram um subgênero do estilo conhecido como western spaghetti. 
Almeria, sua capital, é uma cidade portuária; possui um curioso bairro de ciganos e pescadores chamado La Chanca, onde algumas famílias ainda vivem em grutas de fachadas antigas colorida e com um interior moderno.
A província tem 102 municípios.